# Laurel Hollow (Nova Iorque)
Laurel Hollow é uma aldeia na vila de Oyster Bay no Condado de Nassau, na parte norte de Long Island, no estado norte-americano de Nova Iorque. Possui quase 2 mil habitantes, de acordo com o censo nacional de 2020.

## Geografia
De acordo com o Departamento do Censo dos Estados Unidos, a aldeia tem uma área de 8,2 km², dos quais 7,7 km² estão cobertos por terra e 0,5 km² (6,4%) por água.

## Demografia
Desde 1930, o crescimento populacional médio, a cada dez anos, é de 57,5%.

### Censo 2020
Segundo o censo nacional de 2020, a sua população é de 1 940 habitantes e sua densidade populacional de 253,2 hab/km². Houve um decréscimo populacional na última década de -0,6%.
Possui 630 residências que resulta em uma densidade de 82,2 residências/km² e uma redução de 0,8% em relação ao censo anterior. Deste total, 5,7% das unidades habitacionais estão desocupadas. A média de ocupação é de 3,3 pessoas por residência.
A renda familiar média é superior a 250 dólares e a taxa de emprego é de 58,6%.

## Marco histórico
Laurel Hollow possui apenas uma entrada no Registro Nacional de Lugares Históricos, o Laboratório Cold Spring Harbor.